# Prêt-à-porter

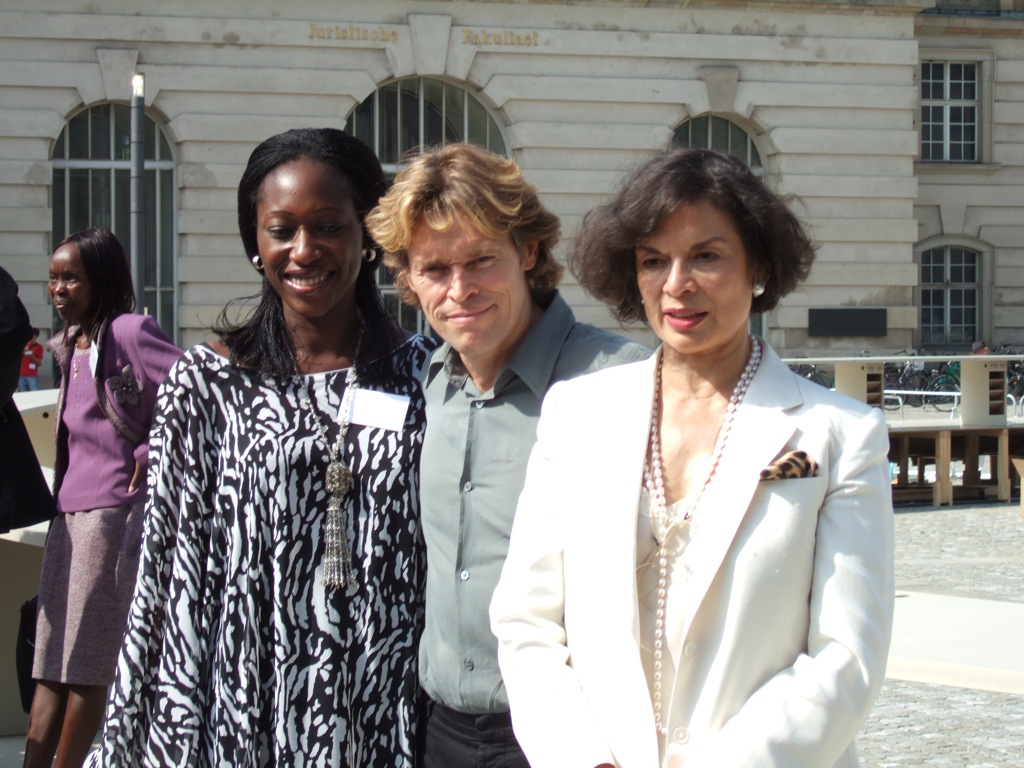
Famosos luciendo moda prêt-à-porter

Prêt-à-porter es una expresión francesa que significa textualmente Listo para llevar. Se refiere a las prendas de moda producidas en serie con patrones que se repiten en función de la demanda; es por tanto la moda que (con diferentes calidades y precios) se ve en la calle a diario. Aun así, hay también un prêt-à-porter de lujo producido por numerosas firmas de máximo prestigio, como Yves Saint Laurent y Chanel. Este término también es utilizado para designar prendas específicas, que están diseñadas y fabricadas bajo estándares de medida. A comparación de (Haute couture), ropa hecha a medida por grandes modistas, y con bastante frecuencia, de diseño exclusivo. Actualmente hay marcas de lujo que producen prêt-à-porter sin tener relación directa con la alta costura como Louis Vuitton, Gucci o Fendi que están especializadas en artículos de lujo y piel. El término ready to wear y prêt-à-porter es muy usado por las marcas de lujo que venden ropa dirigida a gente con alto poder adquisitivo.

## Nacimiento del Prêt à porter
En la década de los cincuenta se produjo una gran revolución en la moda a nivel internacional. La Alta Costura, sin llegar a desaparecer, fue poco a poco desplazada por el prêt-à-porter. Se inició un periodo de democratización de gran repercusión desde el punto de vista social; las prendas se empezaron a fabricar a gran escala, y la ropa de diseño, bien confeccionada, alcanzó otros estratos sociales.
Muchos de los grandes nombres de la Alta Costura se sumaron a esta nueva tendencia para poder mantener sus casas, e incluso algunos de ellos optaron por abrir boutiques donde se comercializase esa otra línea paralela a sus creaciones más exclusivas. El primer caso fue el de Yves Saint Laurent. Y fue solo cuestión de tiempo para que todos los grandes salones se despidiesen de sus mejores clientas. El excesivo importe de los impuestos relacionados con el lujo y otras razones fiscales aceleraron el cierre de la mayoría de estas casas.
Así por ejemplo, en España, en la década de los años 50, destacaron diseñadores/as pioneros de esta moda prêt-à-porter, que se inspiraban en la moda de París, Milán y Nueva York.
Carmen Born (Santander, 1926), de nacionalidad alemana y española, estudió en la Escuela de Bellas Artes de Erfurt, Fachschule für angewandte Kunst Erfurt.
Colaboró durante 30 años con la Editorial Publicaciones Mundial de Barcelona.
Las colecciones más conocidas en cuyos figurines ella colaboró eran:, La mode à París, La robe favorite, Pour Madame, La moda ideal, Bambina.
El fenómeno del distintivo y la marca, seña de identidad de los jóvenes diseñadores, se expandió como pólvora en España. Con aquellos jóvenes creadores, ahora ya nombres propios de la moda como Jesús del Pozo, Adolfo Domínguez, Purificación García, Sybila, Antonio Miró, Francis Montesinos, Roberto Verino, Pedro Morago, Pedro del Hierro, ADavid Valls y Osmany Laffita, entre otros, con esto se abrió un camino de referencia para las nuevas promesas que empezaron a despuntar en los años noventa.
La forma de presentar las colecciones también sufrió una profunda transformación. De los coquetos e íntimos salones, se pasó a convocatorias multitudinarias de gran repercusión social. Antaño cada casa fijaba su día de presentación, se remitían las invitaciones y se publicaba en prensa el evento. Desde hace veinte años aproximadamente, tanto en la Pasarela Gaudí (Barcelona, ahora convertida en Pasarela Barcelona) como en la Pasarela Cibeles (Madrid), se concentran en ocho días la presentación de las novedades de los diseñadores españoles.
El papel de los medios de comunicación también ha sido esencial en este aspecto, pues tanto los diarios como la prensa especializada y, sobre todo, la televisión se convirtieron en el canal de difusión más inmediato.

## Descripción
En la industria de la moda y diseñadores que producen Pret-à-Porter trabajan y diseñan tomando como referencia la tallas por tamaño (pequeña, mediana y grande) o por número (2 o 6). Este proceso es ciertamente industrial, lo que implica que se facilite la producción, y eficiencien los recursos económicos, pudiendo desarrollar patrones que son capaces de reutilizarse en infinidad de telas y materiales.
Su principal objetivo es llegar a las masas a través de prendas de uso casual (diario). Hace algunas décadas, las casas de diseño de Alta Costura no fabricaban sus prendas a gran escala, por lo tanto se reflejaba en un mercado muy pequeño, el mercado del lujo; la creación de colecciones Pret-à-Porter ayudó significativamente a ampliar el mercado de estas marcas y diseñadores ayudándolos a convertirse en empresas multimillonarias.
Que sea Pret-à-Porter no significa que los materiales sean de baja calidad ni que la confección sea mala; al contrario, muchas veces casas de diseño como Yves Saint Laurent, Chanel y Dior (recientemente) manejan líneas Pret-à-Porter a la par que líneas Haute Couture, separándolas y distinguiéndolas debidamente. Por lo general sus colecciones Pret-à-Porter son presentadas durante las Fashion Week.